# Denzil Thomas
Denzil Thomas (ur. 21 kwietnia 1929 w Llandyfriog, zm. 17 lutego 2014 w Tenby) – walijski rugbysta, występujący na pozycji środkowego ataku, reprezentant kraju.
Grał w rugby podczas nauki szkolnej w Llandeilo Grammar School i Ystalyfera Grammar School. Grał w klubach Brynamman RFC, Skewen RFC, Neath RFC, Llanelli RFC, Bath Rugby, Cwmgors RFC i Tenby United RFC. Z Llanelli zagrał przeciw All Blacks w 1953 roku.
Powołanie do walijskiej kadry otrzymał podczas Pucharu Pięciu Narodów 1954, gdy selekcjonerzy dokonali dużych zmian w składzie po przegranej z Anglią. W meczu z Irlandią był jednym z sześciu debiutujących zawodników i w ostatnich minutach meczu rozegranego na Lansdowne Road celnie kopnął dającego wygraną dropgola. Wypadł ze składu na kolejny mecz i więcej nie został powołany, był to zatem jego jedyny występ w reprezentacji kraju
Studiował w Bangor Normal College oraz w Cardiff College of Education. Pracował jako nauczyciel w Bridgend, a następnie przez trzydzieści lat w Greenhill Grammar School in Tenby. W szkolnym meczu, który sędziował, sparaliżowany został jego syn.
Zmarł po długiej walce z chorobą Parkinsona.